# Газек
Газек — деревня в Граховском районе Удмуртии, входит в состав Котловского сельского поселения.

## История
До 1921 года деревня входила в состав Граховской волости Елабужского уезда (с 1921 года — Можгинского). С 1924 по 1954 годы деревня входила в состав Русско-Адам-Учинского сельсовета. В 1954 году Русско-Адам-Учинский сельсовет был ликвидирован и входившие в него деревни присоединены к Граховскому сельсовету. В результате реформы местного самоуправления 2004 года, из частей разукрупнённого Граховского и ликвидированного Макаровского сельсоветов было образовано Котловское сельское поселение, в состав которого передана деревня.